# Igny (Essonne)
Igny ist eine französische Gemeinde mit 10.571 Einwohnern (Stand: 1. Januar 2022) im Département Essonne in der Region Île-de-France. Sie gehört zum Arrondissement Palaiseau sowie zum gleichnamigen Kanton Palaiseau.

## Geographie
Igny liegt an der Bièvre, einem Zufluss der Seine.

### Nachbargemeinden
Umgeben wird Igny von den Nachbargemeinden Verrières-le-Buisson im Norden und Nordosten, Massy im Osten und Südosten, Palaiseau im Süden, Vauhallan im Südwesten und Bièvres im Westen und Nordwesten.

## Geschichte
Für das 13. Jahrhundert ist die Errichtung eines Wehrturms verbürgt. Auf einer Karte Philipps II. erscheint erstmals Rivus de Ignaco, an der Stelle des heutigen Igny.

### Bevölkerungsentwicklung
| Jahr      | 1793 | 1831 | 1876  | 1901  | 1990  | 1999  | 2011   | 2021   |
| --------- | ---- | ---- | ----- | ----- | ----- | ----- | ------ | ------ |
| Einwohner | 505  | 632  | 1.145 | 1.619 | 9.428 | 9.381 | 10.522 | 10.213 |

## Gemeindepartnerschaften
- Köln-Lövenich, Nordrhein-Westfalen, Deutschland, seit 1967
- Crewkerne, Somerset, Vereinigtes Königreich, seit 1976

## Sehenswürdigkeiten

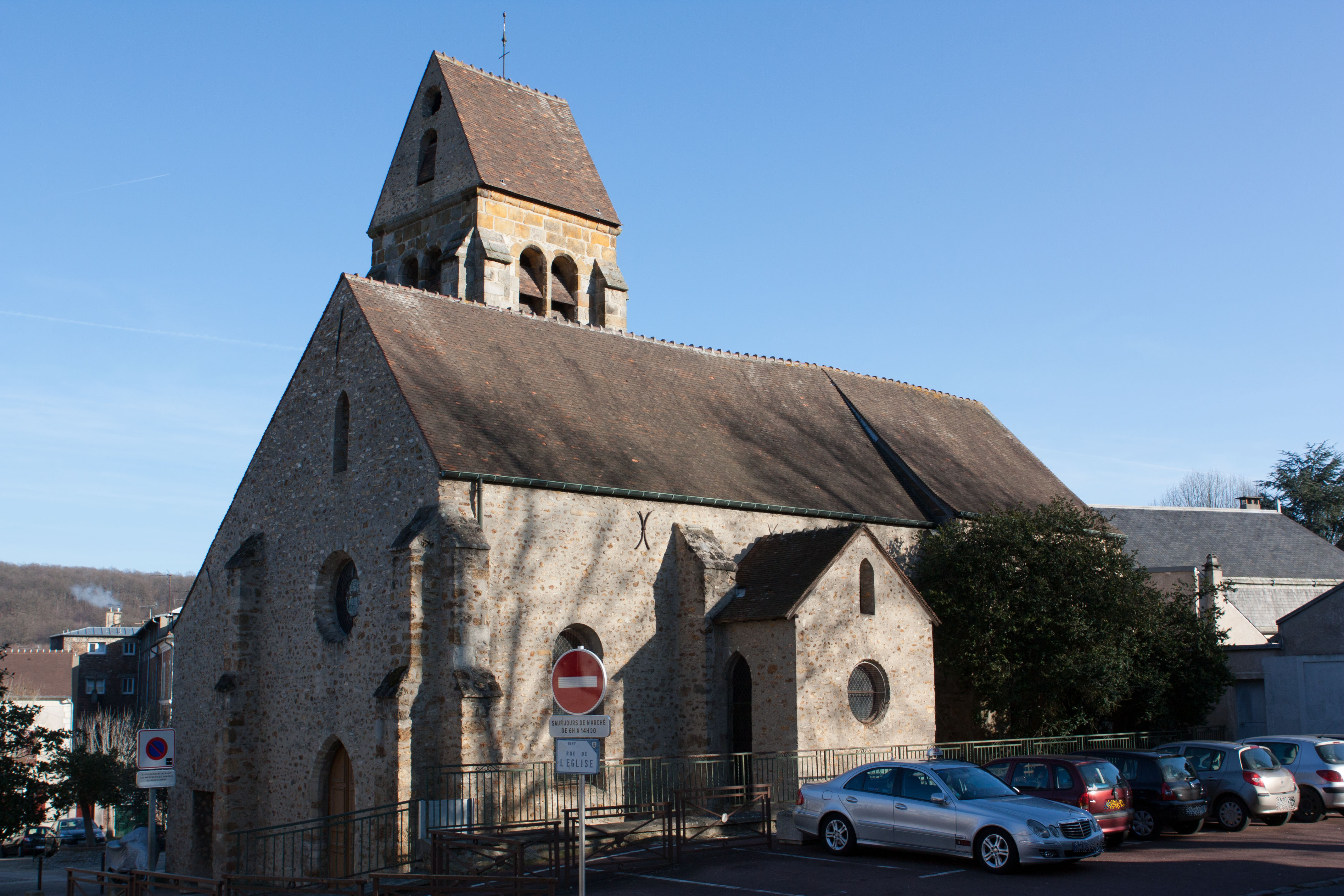
Kirche Saint-Pierre
- Kirche Saint-Jean-Bosco
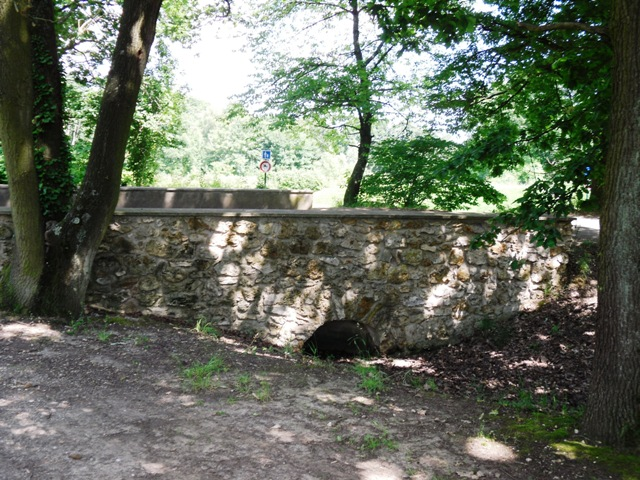
Brücke Montseigneur

- Kirche Saint-Pierre
- Brücke Montsigneur

## Persönlichkeiten
- Jean-Baptiste Camille Corot (1796–1875), Maler
- Antoine Chintreuil (1814–1873), Maler
- Gustave Fayet (1865–1925), Maler
- Julien Carette (1897–1966), Schauspieler
- Diam’s (* 1980), französisch-zypriotische Rapperin
- Sam Avezou (* 2001), Sportkletterer
- Zélia Avezou (* 2004), Sportkletterin